# 泰赫特韋雷鄉

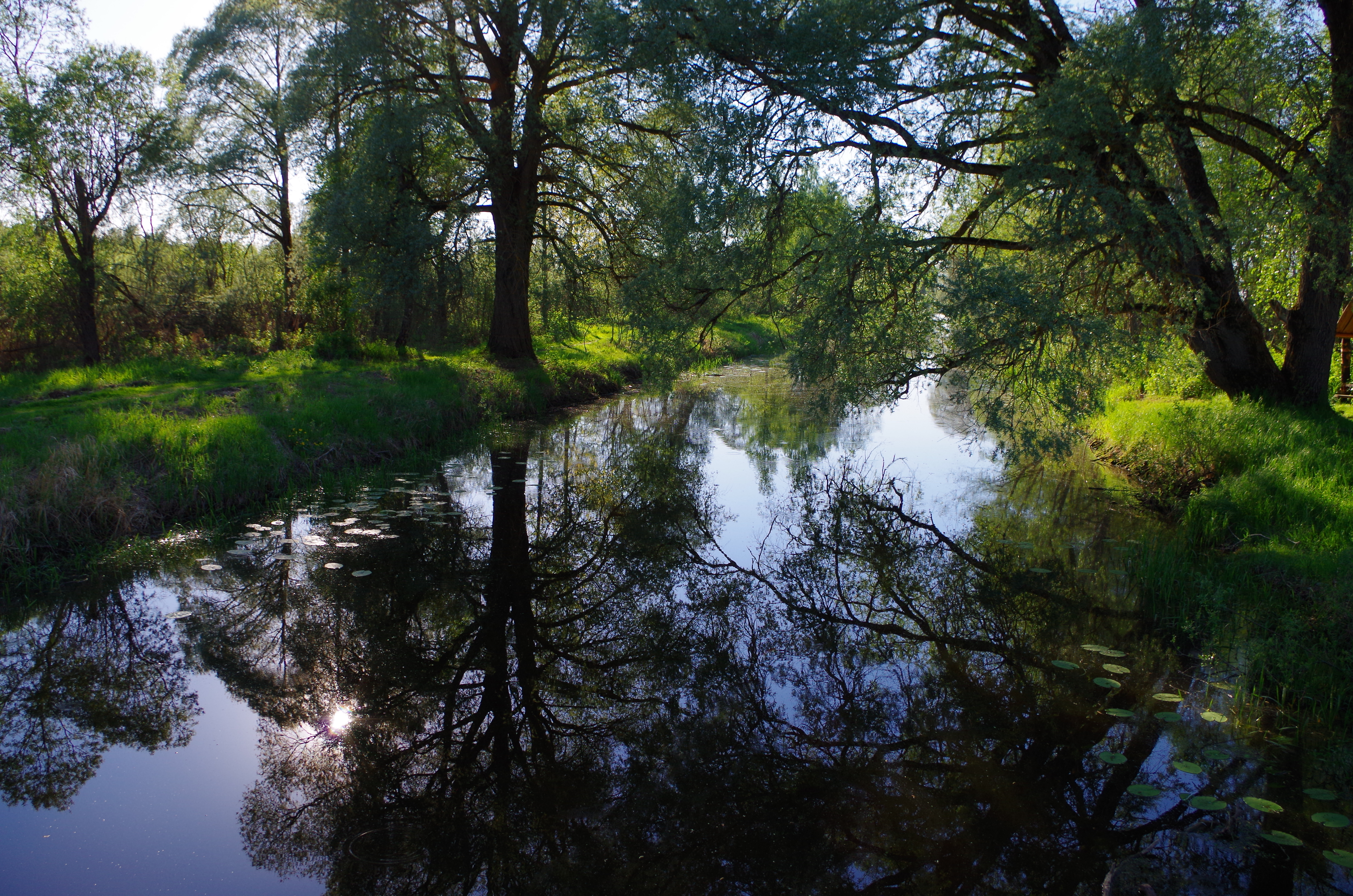
伊爾馬察盧河

泰赫特韋雷鄉，曾是愛沙尼亞塔爾圖縣的一個鄉村型市镇，位於該國東南部，行政中心設於伊爾馬察盧，面積115平方公里，2017年人口2,553，人口密度每平方公里22人。
2017年爱沙尼亚行政改革后，泰赫特韋雷市镇与塔尔图合并为新的塔尔图市城市型市镇。
58°23′N 026°34′E / 58.383°N 26.567°E